# Ушће Поречке реке (локалитет)
Ушће Поречке реке је археолошко налазиште истраженог римског комплекса за снабдевање пограничне војске на ђердапском делу Дунавског лимеса.
На ушћу Поречке реке у Дунав било је пристаниште Центра за прикупљање царског пореза у житарицама. Штитио га је камени зид ширине 1,5—2m, изграђен дуж 485m дунавске обале. Зид се пружао дуж обе обале Поречке реке. На источном креју, на локалитету Ћетеће, као и изнад западног краја бедема, на узвишењу Главица, локалитет су штитиле две куле-стражаре. И ушће Поречке реке затворено је зидом према речном току.
На десној обали, са спољне стране заштитног бедема, подигнуто је утврђење квадратне основе (60x60m) са квадратним кулама на угловима, капијом на јужном бедему и пролазом ка пристаништу (poterna) на северном бедему.
Југоисточно и североисточно од утврђења истражене су две грађевине, највероватније складишта или радионице (објекат А је димензија 15x9m, објекат Б 16x9m). Јужно од утврђења, на десној обали Поречке реке, налазиле су се још две куле, 5x5m. Испод темеља кастела и одбрамбеног зида откривени су гробови спаљених покојника типа Мала Копашница - Сасе I, који датирају из 1—2. века. Након што је утврђење напуштено, изнад његовог југоисточног дела подигнуто је крајем 4. века мање јавно купатило 11x7m.
Настанак комплекса датован је културном стратиграфијом и археолошким налазима. С обзиром на истражену некрополу и терме, утврђење је настало у другој половини 3. века и опстало до последње четвртине 4. века, највероватније до римског пораза у Хадријанопољсој бици, 378. године. Након тога уследио је продор варвара, Гота, Хуна и Алана у Горњу Мезију. Комплекс је наставио да живи после нормализације прилика крајем 4. века, све до инвазије Хуна у Подунавље (441—448), после чега нема трагова обнове објеката на ушћу Поречке реке. 
Центар за снабдевање римске војске и пристаниште на ушћу Поречке реке потопљени су акумулацијом ХЕ Ђердап 1.